# Сенічкін Руслан Вікторович
Руслан Вікторович Сенічкін (27 вересня 1979, Дніпро) — український телеведучий. Незмінний ведучий ранкового шоу «Сніданок з 1+1» на телеканалі 1+1 Україна. Встановив рекорд на українському телебаченні «Найтриваліший термін роботи ведучого ранкового проєкту - 13 років». Разом з Людмилою Барбір встановили рекорд українського ТБ - «Найтриваліший термін роботи пари ведучих ранкового розважального шоу». Рекорди зафіксували у Національному реєстрі рекордів України.

## Біографія
Народився 27 вересня 1979 року в Дніпрі (раніше - Дніпропетровськ). 
Закінчив коледж за спеціальністю — інженер, спеціаліст з інтелектуальних систем у мережі. 
Закінчив Дніпропетровський Національний університет. У студентські роки працював на будівництві.
Працював на FM-радіостанції «Радіо-Прем'єр», потім на «11 Каналі» у Дніпрі. Вів програми продакшн-студії «Соло» фінансово-економічної тематики.
З 1999 року працював власним кореспондентом інформаційного агентства «МедіаПростір» у Дніпрі.
З початку 2006 року був ведучим програми «Один день» на телеканалі К1.
З 14 травня 2007 року був ведучим програми «Подробиці» та «Подробиці тижня» на «Інтері». В кінці 2009 року Руслан Сенічкін залишив роботу на телеканалі «Інтер».
|  | Процес переходу був дуже простим: перед Новим роком я написав заяву про звільнення. Пішов я в нікуди, та й рішення було не запланованим, а спонтанним. Це був мій свідомий вибір, і я чудово розумів, що залишаюся без роботи. Пішов, і чотири місяці я був безробітним. У мене були певні заощадження, завдяки яким я міг дозволити собі відпочивати, подорожувати під час цього періоду. Потім я влаштувався на "ХІТ FM" лінійним ведучим новин. І тільки через деякий час я потрапив на "Плюси" - Сенічкін. |

Був ведучим новин на радіо «ХІТ FM». Загалом працював на 10 радіостанціях
З 30 серпня 2010 року незмінний ведучий ранкового шоу «Сніданок з 1+1». З 2013 року в парі з Людмилою Барбір. 
"Перші два місяці зміна образу «ведучий новин — ведучий ранкового шоу» давалася мені нелегко. Але попрацювавши трохи, я зрозумів, що хочу залишитися у «Сніданку», — зізнається Руслан Сенічкін.
Телекулінар - з командою створили понад 5 тисяч відеорецептів та видали 3 кулінарні книжки-бестселлери – «Сніданки», «Сніданки для дітей», «Сніданки в саду».

## Освіта
Має 2 вищі освіти. За першою освітою — інженер, спеціаліст з інтелектуальних систем у мережі. За другою — журналіст. Закінчив Дніпропетровський національний університет.

## Цікаві факти
- У 2007 році знявся у мюзиклі «Дуже новорічне кіно, або Ніч у музеї».
- У 2009 році озвучував одного з героїв мультфільму «Смішарики» — Лосяша[4].
- Був учасником талант-шоу «Голос країни. Нова історія». Однак на сліпих прослуховуваннях до нього не повернувся жоден з тренерів[5].
- Готовий до будь-яких експериментів у прямому ефірі. 28 грудня 2012 року станцював Gangnam Style у новорічному випуску «Сніданку з 1+1»[6]
- Брав участь у шоу «Танці з зірками».
- Озвучував фільми та мультики «Губка Боб», «Монстри на канікулах»
- Улюблений вид спорту — велоспорт[7].
- Улюблений вид відпочинку — риболовля[8].

## Нагороди
Руслан Сенічкін — переможець Народної премії «Телезірка» у номінації «Улюблений телеведучий інформаційно-аналітичної програми».
Премія «Телетріумф-2008» у номінації «Найкраща інформаційно-аналітична програма» — «Подробиці тижня», ведучий Руслан Сенічкін.
Премія «Телетріумф-2011» у номінації «Найкраща ранкова програма» — «Сніданок з 1+1», ведучий Руслан Сенічкін.

## Громадська діяльність
У 2018 році долучився до благодійного фотопроєкту «Щирі. Свята», присвяченого українському народному костюму та його популяризації. Проєкт було реалізовано зусиллями ТЦ «Домосфера», комунікаційної агенції Gres Todorchuk та Національного центру народної культури «Музей Івана Гончара». Увесь прибуток, отриманий від продажу виданих календарів, було передано на реконструкцію музею. Кожен місяць у календарі присвячено одному з традиційних українських свят, на яке вказують атрибути та елементи вбрання.
Підтримує благодійні справи та ініціативи. Разом з Людмилою Барбір проводить кулінарні майстер-класи для дітей-переселенців, дітей війни, позбавлених батьківського піклування.

## Родина та особисте життя
Руслан поки неодружений і не має дітей.